# Ronde-bosse (sculpture) du Sri Lanka
Par définition l'expression « ronde-bosse »  désignait une sculpture dans l'antiquité dont l'association au mot « bosse », entendait  la possibilité d'en «faire le tour». Les œuvres du Sri Lanka, les plus originales sont répertoriées par l’UNESCO. Elles sont visibles sur les sites de Dambulla, Gal Vihara (Polonnaruwa), Abhayagiri Dagoba (Anuradhapura), (Kurunegala), Trincomalee et Buttala.

## Statues du site de Dambulla
Dambulla  est un site bouddhiste du Sri Lanka, situé  au nord de Kandy dans le district de Matale, à quelque vingt kilomètres au sud-ouest de Sigirîya. Il doit son origine au râja Vattagamani Abhaya, détrôné de Anurâdhapura en 104 av. J.-C. qui fit construire le  Temple d'Or de Dambulla. Le site, classé par l’UNESCO, est réputé par ses 157 statues et ses 153 représentations de Bouddha qui ornent les intérieurs. Les statues de Vishnou et de Saman, datées du XIIe siècle qu'il abrite sont particulièrement remarquables.

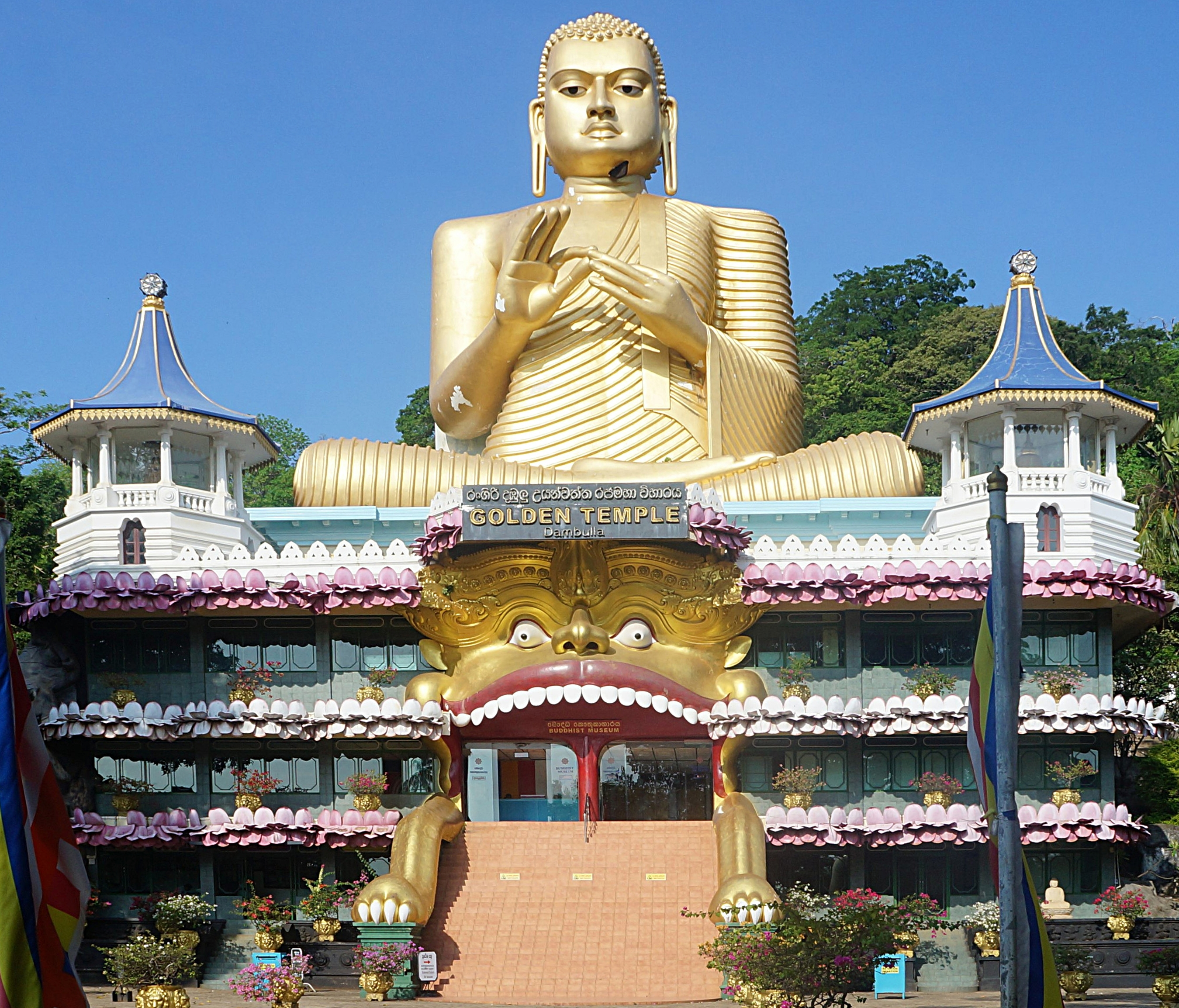
Rajamaha Viharaya.- Entrée du Temple d'or.
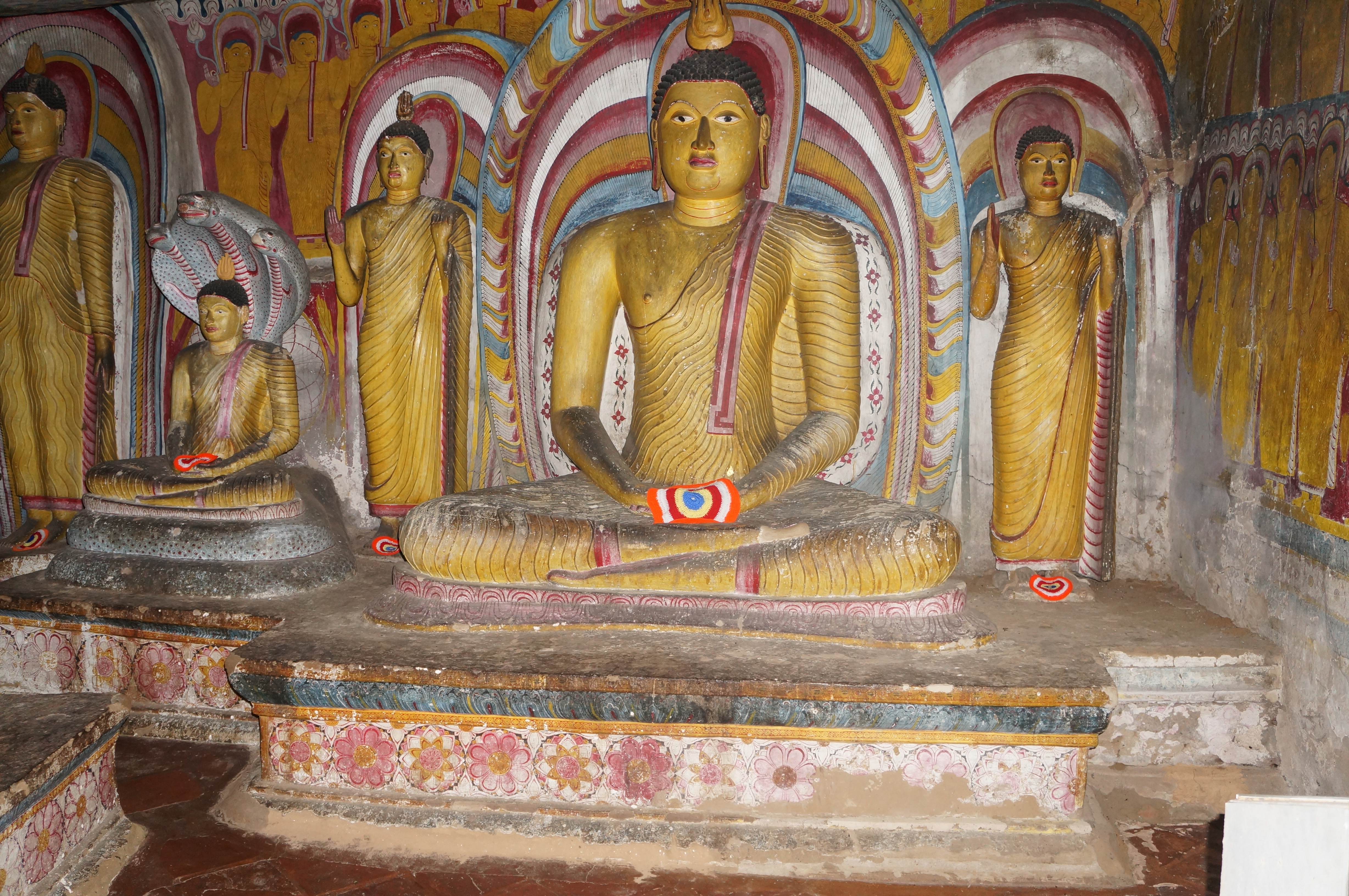
Sculptures de Bouddha.
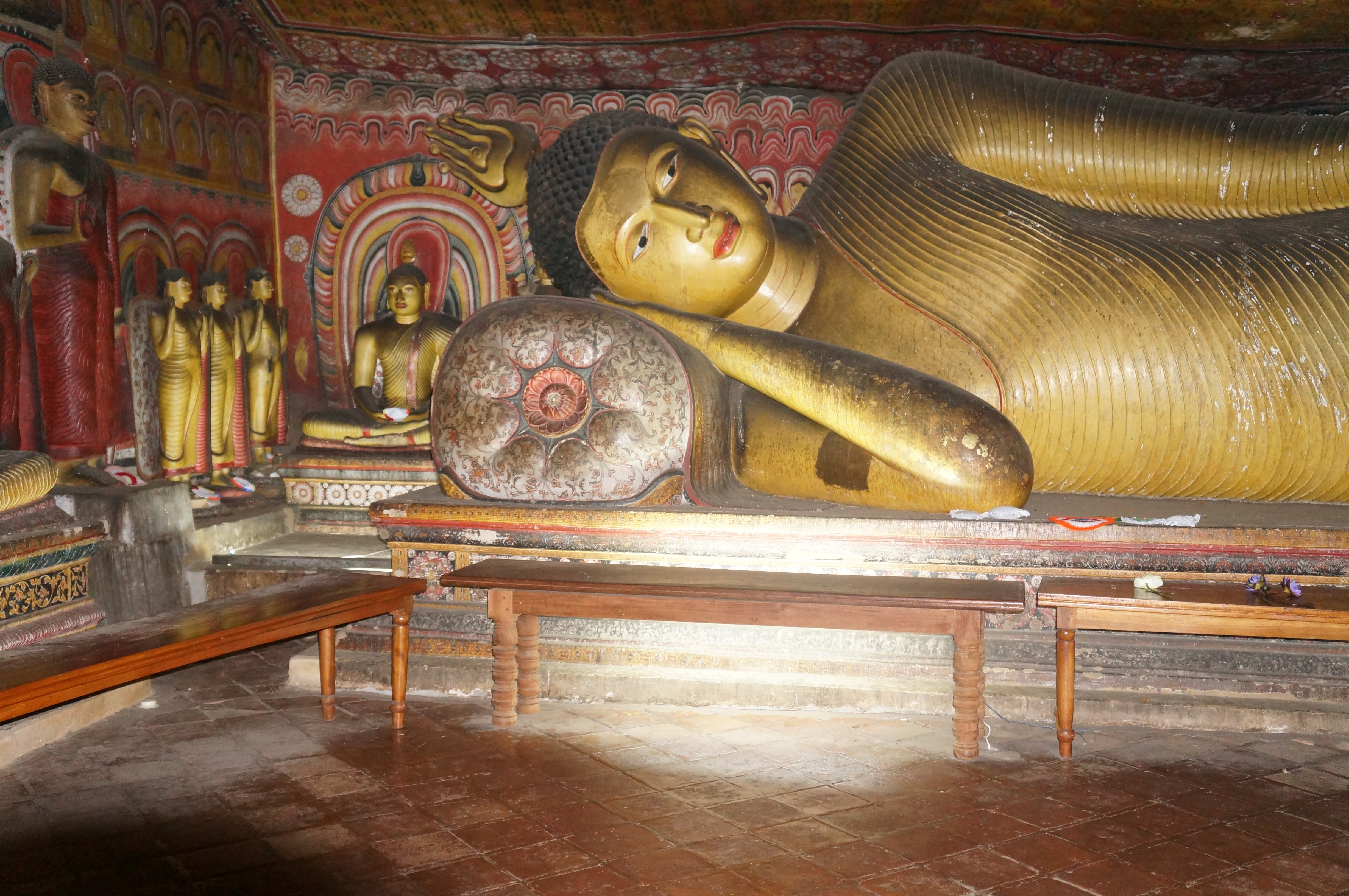
Sculpture de Bouddha couché.
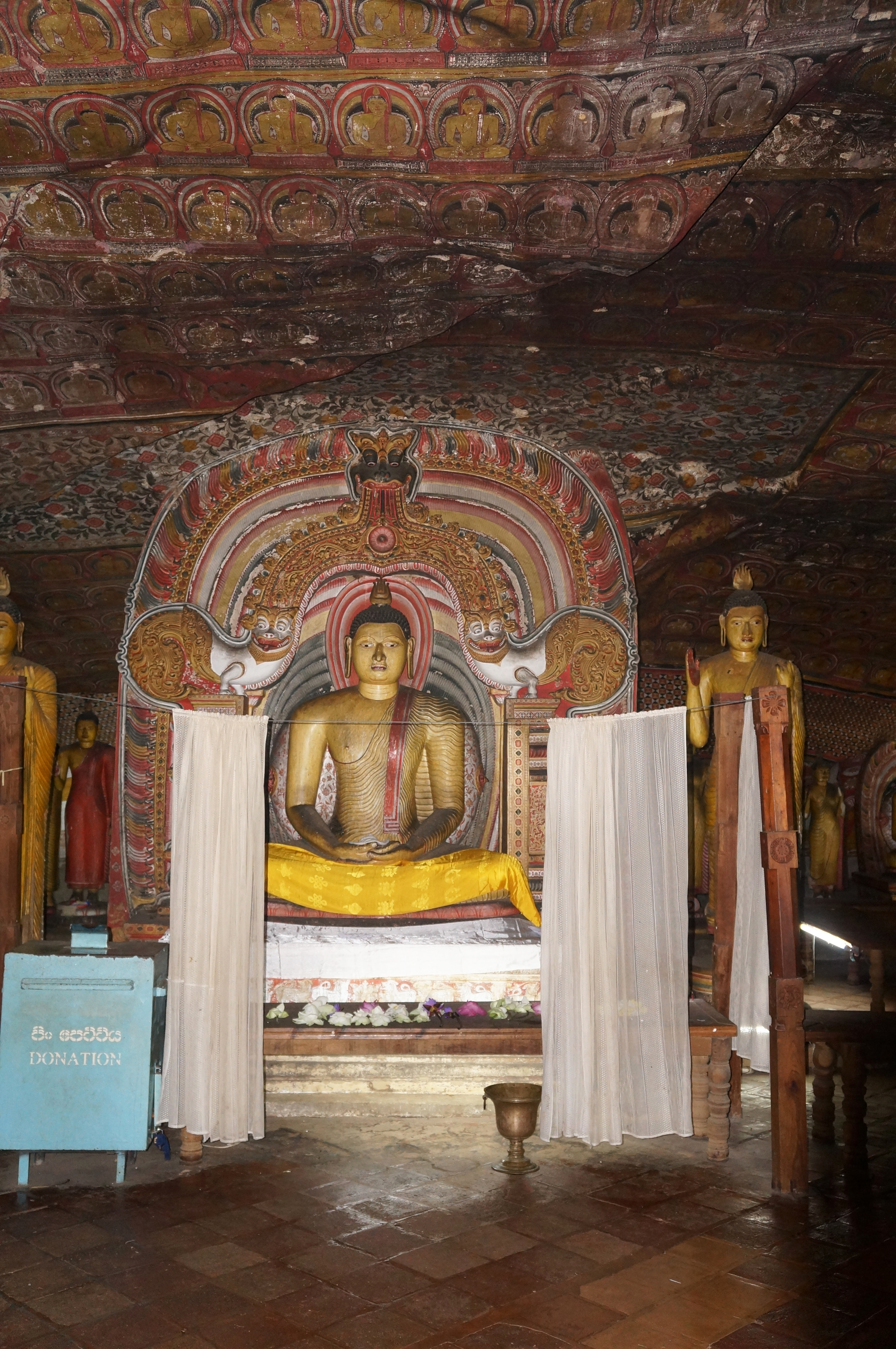
Sculpture de Bouddha assis.

## Statues d'autres sites
- Site de Kekirawa: possède une statue du Bouddha  haute de plus de 12 mètres (40 pieds). Elle a été sculptée au Ve siècle apr. J.-C. dans une grande paroi rocheuse de granit. Elle représente l'une des transformations de l'’abhaya-mudrā (devanagari : अभयमुद्रा) est une mudrā c'est-à-dire une position définie de la main, dans la culture indienne. Abhaya signifie en sanskrit « absence de peur, paix, sécurité[1] ». Construite sous le règne de Dhatusena, elle est l'une des meilleures réalisations  d'une statue en pied construite dans l'ancien Sri Lanka.
- Les statues du complexe d' Anuradhapura. La cité comporte trois ensembles monastiques :le Mahavihara, IIIe siècle av. J.-C., l'Abhayagirivihara, IIe siècle av. J.-C., et le Jetanavihara, IIIe siècle apr. J.-C. à l'intérieur desquels se trouvent le Dagoba Abhayagiri, et la statue de Samadhi.
- Le temple de Buduruwagala (Yala National Park). Le Buduruwagala (qui signifie à peu près « Image de pierre du Bouddha ») est un ancien temple bouddhiste situé à 5 km au sud-ouest de la ville de Wellawaya important carrefour routier du district de  Moneragala dans la province d'Uva.
- Les statues du Maligawila Buddha, Dambegoda Bodhisattva, du temple de Buttala.
- Le Temple de Maruthanamadam Anjaneyar à Jaffna.
- Le Bahiravokanda Vihara Buddha à Kandy:
- La statue en granite du Samadhi Buddha de Kurunegala, chef-lieu du district de Kurunegala, à 94 km au nord-est de la capitale Colombo et à 42 km à l'ouest de Kandy
- Mahagalkadawala: Hatthikuchchi Viharaya.
- Les ruines archéologiques du site de Polonnaruwa: , Medirigiriya, Vatadage, Gal Vihara, la statue de Parakramabahu I sur l'un des sites du « triangle culturel »[2] et l'une des anciennes capitales du Sri Lanka. Elle fut le siège du pouvoir des rois cinghalais du onzième au treizième siècle.
- Le temple Velgam Vehera. (également connu sous le nom  Vilgam Rajamaha Viharaya) est un temple bouddhiste historique situé à Kanniya. Il est également connu des hindous comme Natanar Kovil. Historiquement, Velgam Vehera est l'un des temples bouddhistes importants du pays, vénéré à la fois par le bouddhistes Sinhala et les Tamouls.
- Le Kushta Raja Gala à Weligama:

## Liens Externes
- (fr)
- (en) Department of Archaeology, Sri Lanka
- (en) Lanka Library Forum